# Mezei Árpád
Mezei Árpád (született Rosenfeld) (Budapest, 1902. július 2. – Glastonbury, Connecticut, 1998. július 7.) magyar pszichológus, filozófus, művészettörténész, író.

## Pályája
Rosenfeld Izsák Hirsch ügynök és Gibsz Hermina fiaként született. A két világháború közötti időszakban tisztviselőként dolgozott. 1936-ban házasságot kötött dr. Erdély Sándor (1870–1945) bankhivatalnok és Steiner Jolán lányával, Évával. Autodidakta módon filozófiai tanulmányokat folytatott. Emellett több művészeti folyóirat szerkesztője volt. 1945-ben az Európai Iskola egyik alapítója volt. 
Az 1950-es évek végétől pszichológusként dolgozott először a Lélektani intézetben azután az Országos Korányi TBC Intézetben. Ezenkívül nagy hatású előadásokat tartott építészeknek (Mérnöki Továbbképző Iskola). 1975-ben az Amerikai Egyesült Államokban telepedett le. Könyveiben és írásaiban főleg egy önálló művészetfilozófia kialakításával, a magyar és nemzetközi szürrealizmussal, valamint az alkoholizmussal és a betegségek pszichotikus vonatkozásaival foglalkozott. Marcel Jeannal írt francia nyelvű művei nemzetközileg is úttörő jelentőségűek voltak a művészetfilozófiában.

## Főbb művei
- A paraszti létforma az európai kultúrában, Budapest, 1946
- Maldoror (Marcel Jeannal), Párizs, 1947
- Genèse de la pensée moderne (Marcel Jeannal), Párizs, 1950
- Histoire de la peinture surréaliste (Marcel Jeannal), Párizs, 1959
- Személyiség és tuberkulózis (Levendel Lászlóval), Budapest, 1964
- Œuvres complètes d'Isidore Ducasse, Comte de Lautréamont (Marcel Jeannal), Párizs, 1971
- Az alkoholista beteg személyisége (Levendel Lászlóval), Budapest, 1972
- Elméletek és művészetek. Művészetlélektani kísérletek; Gondolat, Budapest, 1984
- Mikrokozmoszok és értelmezések. Esszék és tanulmányok, Pécs, 1993
- Elmélkedések a művészetről, Budapest, 1994
- Építészetelméleti könyvecske; vál. Barna Imre, szerk. Nagy Bálint; N & n–Ági Clark, Budapest–New York, 1996